# ウィリス・A・リー
ウィリス・オーガスタス・"チン"・リー・ジュニア (Willis Augustus "Ching" Lee Jr., 1888年5月11日 - 1945年8月25日) は、アメリカ海軍の軍人。最終階級は中将。太平洋戦争において日本海軍と戦った。

## 人物
南北戦争時代の名将ロバート・E・リーの遠縁で、ケンタッキー州オーエン郡の田舎に生まれた。1904年に海軍兵学校に入学、この時彼の東アジア人のようなファミリーネームから"チン"というあだ名をつけられた。卒業後の1908年10月から1909年3月まで戦艦アイダホに乗艦した。1909年11月から1910年5月にかけては防護巡洋艦ニューオーリンズ、砲艦ヘレナに乗艦した。1913年7月に再度アイダホに乗艦、その後戦艦ニューハンプシャーに乗艦しメキシコのベラクルス占領作戦に参加した。第一次世界大戦中は駆逐艦オブライエン、駆逐艦リーに乗艦した。
兵学校卒業後、軍艦での勤務と兵学校の射撃チームの一員としての経歴を繰り返していたリーは1920年アントワープオリンピックの射撃競技14種目に出場し団体種目で金メダル5、銀メダル1、銅メダル1を獲得した。リーがチームメートのロイド・スプーナーと共に記録した、1大会でのメダル獲得数7は1980年モスクワオリンピックでアレクサンドル・ディチャーチンに抜かれるまでオリンピック記録であった。またメダル7個を獲得した選手は1960年ローマオリンピックのボリス・シャハリンまで誕生しなかった。
1920年代終わりにリーは海軍大学校に入学し、1936年には大佐となりその後、軽巡洋艦コンコードの艦長などを務めた。

### 太平洋戦争
リーは、アメリカ海軍における戦艦用兵の第一人者で、砲術の権威であった。

#### 第3次ソロモン海戦
1942年始めには少将に昇進した。1942年11月14日から15日未明にかけて発生した第三次ソロモン海戦第二夜戦において、当時のリー少将は戦艦ワシントン、サウスダコタ、駆逐艦4隻からなる艦隊を率いて、ヘンダーソン飛行場砲撃を意図して突入してきた近藤信竹中将の率いる艦隊（戦艦霧島、重巡高雄、愛宕、軽巡2、駆逐艦4）を迎撃した（戦闘の詳細は第三次ソロモン海戦を参照）。海戦の結果、リー少将の艦隊は4隻の駆逐艦すべてを失い、サウスダコタが上部構造物を大破するという損害を被るものの日本海軍の飛行場砲撃を阻止することには成功した。特にこの海戦において、リー少将の座乗艦ワシントンがレーダー射撃によって日本の戦艦霧島に多数の砲弾を命中させて撃沈したことは、リー提督がレーダー射撃のエキスパートだったことを示すエピソードとして有名である。

#### その後
リーは1944年に中将に昇進し、太平洋艦隊戦艦戦隊司令官として高速戦艦部隊を率いて、マリアナ沖海戦、レイテ沖海戦などの戦闘に参加した。1945年5月に特攻戦術に対する防衛手段を研究する特別部隊を指揮するため、大西洋に向かうことになる。しかし日本がポツダム宣言を受諾した10日後、雑役艦ワイオミングへ渡る小艇上で心臓発作により死去した。